# Marvin Jones (giocatore di football americano 1990)
Marvin Lewis Jones, Jr. (Fontana, 12 marzo 1990) è un giocatore di football americano statunitense che milita nel ruolo di wide receiver per i Detroit Lions della National Football League (NFL). Fu scelto nel corso del quinto giro (166º assoluto) del Draft NFL 2012 dai Cincinnati Bengals. Al college ha giocato a football a California.

## Carriera

### Cincinnati Bengals
Considerato uno dei migliori prospetti tra i wide receiver disponibili nel Draft 2012, il 28 aprile Jones fu scelto nel corso del quinto giro dai Cincinnati Bengals. Nella sua prima stagione disputò 11 partite, 5 delle quali come titolare, ricevendo 18 passaggi per 201 yard e segnando un touchdown nell'ultima gara della stagione contro i Baltimore Ravens.
Il primo touchdown della stagione 2013, Jones lo segnò nella vittoria della settimana 3 sui Green Bay Packers e il secondo nella settimana 6 contro i Buffalo Bills. Marvin esplose nella settimana 8 in cui segnò quattro touchdown nella nettissima vittoria sui New York Jets, terminando con 122 yard ricevute e venendo premiato come miglior giocatore offensivo della AFC della settimana. Nella vittoria della settimana 14 sugli Indianapolis Colts segnò il suo ottavo TD stagionale, ripetendosi anche la domenica seguente nella sconfitta contro gli Steelers. Nell'ultima sfida della stagione Cincinnati batté Baltimore concludendo l'annata imbattuta in casa, in una gara in cui Jones segnò il suo decimo TD del 2013. Malgrado i favori del pronostico, i Bengals furono eliminati per il terzo anno consecutivo nel primo turno dei playoff, questa volta in casa per mano dei San Diego Chargers, malgrado un'ottima gara di Jones che guidò i suoi con 8 ricezioni per 130 yard, nuovo record di franchigia nei playoff.

### Detroit Lions
Divenuto free agent, Jones firmò con i Detroit Lions il 9 marzo 2016, il giorno successivo all'annuncio del ritiro di Calvin Johnson. Nel 2017 guidò la NFL con 18,0 yard media a ricezione.
Nel settimo turno della stagione 2019 Jones pareggiò un record di franchigia che risaliva al 1950 segnando 4 touchdown su ricezione contro i Minnesota Vikings. La sua stagione si concluse al quarto posto nella NFL con 9 TD su ricezione.

### Jacksonville Jaguars
Il 17 marzo 2021 Jones firmò un contratto da 7 milioni di dollari con i Jacksonville Jaguars.

### Ritorno ai Lions
Il 29 marzo 2023 Jones firmò un contratto di un anno del valore di 3 milioni di dollari per fare ritorno ai Detroit Lions.

## Palmarès
- Giocatore offensivo della AFC della settimana: 1

8ª del 2013